# 글리코실레이스
글리코실레이스(영어: glycosylase) (EC 3.2)는 글리코실 화합물을 가수분해하는 효소이다. 글리코실가수분해효소, 글리코실화효소라고도 한다. 글리코실레이스는 가수분해효소(EC 3)의 일종이다. 글리코실레이스는 두 그룹으로 나눌 수 있다. O-글리코실 화합물 및 S-글리코실 화합물을 가수분해하는 효소인 글리코시데이스(EC 3.2.1) 및 N-글리코실 화합물을 가수분해하는 효소(EC 3.2.2)로 나뉜다.

## 같이 보기
- 가수분해효소
- 글리코사이드 가수분해효소